# The Saxhams
The Saxhams est une paroisse civile du Suffolk, en Angleterre.